# Miejska Góra (Wysoczyzna Choczewska)
Miejska Góra – wzniesienie o wysokości 76,3 m n.p.m. na Wysoczyźnie Choczewskiej, położone w woj. pomorskim, w powiecie lęborskim, na obszarze gminy Nowa Wieś Lęborska.
Ok. 1,5 km na południe leży Nowa Wieś Lęborska.

## Nazwa
Nazwę Miejska Góra wprowadzono urzędowo w 1949 roku, zastępując poprzednią niemiecką nazwę Stadt Berge.